# Мария Асенина Комнина
Мария Асенина, по съпруг Комнина, е дъщеря на българския цар Иван Асен II от първата му съпруга Анна, от която Иван Асен II има още една дъщеря – Белослава.
Иван Божилов отнася раждането ѝ към 1212 – 1214 г. Според Георги Акрополит Мария е дъщеря на Иван Асен II, родена му от наложница. Иван Божилов обаче смята, че майката на Мария е първата съпруга на царя, наречена в Бориловия синодик Анна, за която българският цар е бил женен преди връщането си в България. Тъй като Анна така и не е призната за законна съпруга на царя, Мария и сестра ѝ се считат за незаконни дъщери на цар Иван Асен II. Царският произход на Мария и Белослава обаче не е поставен под съмнение и е оценен високо, тъй като и двете княгини са определени за съпруги на лица с висок аристократичен статус в съседните на България страни, с които Иван Асен II цели да уреди отношенията си. Така около 1225 – 1227 г. Мария е омъжена за Мануил Комнин, брат на епирския деспот Теодор Комнин. Този династичен брак цели да обезпечи добросъседските отношения между България и Епирското деспотство, скрепени с мирен договор през 1224 г. Мария е втора съпруга на Мануил Комнин, който преди това е бил женен за сестра на сръбския крал Стефан II Неманич.
Малко след Клокотнишката битка през 1230 г., в която епирският деспот Теодор Комнин и семейството му са пленени от цар Иван Асен II, Мануил Комнин успява да установи властта си над остатъците от Епирското деспотство около Солун, без да бъде обезпокояван от българския цар, тъй като, по думите на Акрополит, Мануил споделял леглото си с дъщеря му . В Солун Мария започнала да се титулува като василиса, т.е. императрица, тъй като претенциите за императорската титла владетелите на Епир и Солун не изоставят до 1246 г., когато градът е завладян от Никейската империя. През 1237 г. обаче цар Иван Асен II съдейства на солунския престол да се завърне ослепеният Теодор Комнин, който вече му се пада тъст. След като си връща властта, Теодор Комнин изпраща брат си на заточение, а Мария е върната в Търново.
Съдбата на Мария след тези събития остава неизвестна. Проф. Пламен Павлов обаче допуска възможността тя да е починала скоро след събитията от 1237 г., а косвен аргумент за това той намира в името на една от дъщерите на Иван Асен II и Ирина Комнина – също Мария, родена малко след 1237 г.
Мария и Мануил имат най-малко едно дете:
- Елена Комнина Дукина, омъжена за Вилхем I от Верона (Guglielmo I da Verona), тетрарх на централната част на остров Евбея от 1216 до 1263 г.[11]. Тя е кръстена на майката на цар Иван Асен II - царица Елена.